# Helena Monczáková
Helena Monczáková, provdaná Helena Štuková (22. května 1882, Lvov, Rakousko-Uhersko – 11. / 25. listopadu 1958?, Praha, Československo), byla česká operetní zpěvačka, divadelní a filmová herečka a spisovatelka.

## Život
Narodila se v polsko-české rodině, její otec Polák Ondřej Monczák (Andrzej Monczak), byl listonoš, maminka Češka Josefa, roz. Friedrichová. Vyrůstala se třemi sestrami, Annou, Marií a Josefou, a bratrem Janem. Po smrti otce se rodina přestěhovala do Prahy na Žižkov.
Po pěveckém školení, se stala subretou řady pražských operetních scén (Vinohradská zpěvohra, Aréna na Smíchově, Tylovo divadlo, Rokoko, Malá opereta, Žižkovská deklarace), ale i mimopražských scén (Plzeň, Brno, Olomouc, Pardubice) aj.
Jejím manželem byl od roku 1917 dirigent a hudební skladatel Jaroslav Štuka (1883–1968), manželství však zůstalo bezdětné.
Od roku 1929, začala hrát i ve filmu, a až do roku 1935 natočila 12 filmů. Někdy pouhé epizodky, jako například zpívající uklízečka ve filmu Děvčátko, neříkej ne! z roku 1932, švadlena ve filmu Madla z cihelny (1933) nebo majitelka kloboučnického závodu ve filmu Okénko (1933). Výrazněji na sebe upozornila ve filmu Právo na hřích (1932) v roli Fanynky Machové, matky hlavního hrdiny filmu. Ve filmu Barbora řádí (1935), si zahrála ženu s děckem ve vlaku, která požádá cestujícího T. Pištěka, aby jí pohlídal dítě, že si dojde na zastávku pro jídlo, mezitím jí však vlak i s děckem ujel. Po boku Adiny Mandlové si zahrála i ve filmu Ať žije nebožtík (1935) jako dáma na zámku a ještě toho roku ztvárnila paní domácí ve snímku Cácorka.
Mezi její nejvýraznější role patří ještě němý film Pražské švadlenky (1929), kde si zahrála majitelku módního salonu Serafínu Škrtilovou, a také němý film Vendelínův očistec a ráj (1930), kde jako Karolína Žemličková chtěla provdat svou dceru v podání Máni Ženíškové. Ve zvukovém filmu C. a k. polní maršálek 1930, si zahrála manželku opět, jako v předešlém filmu, T. Pištěka, ráznou paní plukovníkovou Přecechtělovou, opět ráznou matku Eulálii Švarcovou, ve filmu Kariéra Pavla Čamrdy 1931, naposled si zahrála výraznou postavu rázné manželky exekutora (Eman Fiala) ve filmu Hrdina jedné noci 1935.
Její další osudy, po roce 1935, a hlavně po roce 1945, již nejsou známy. Zemřela 11. nebo 25. listopadu 1958 ve věku 76 let. Je pochovaná na Vinohradském hřbitově, shodou náhod, je její hrob naproti hrobu herce Theodora Pištěka, jejího častého filmového partnera.
Psala i drobné povídky, mezi nejznámější patří povídka Schovanka Dana, o nalezené dívce Daně.